# Amblyscarta cervicula
Amblyscarta cervicula är en insektsart som först beskrevs av Jacobi 1905.  Amblyscarta cervicula ingår i släktet Amblyscarta och familjen dvärgstritar. Inga underarter finns listade i Catalogue of Life.